# Чејс (Аљаска)
Чејс (енгл. Chase) насељено је место без административног статуса у америчкој савезној држави Аљаска.

## Демографија
По попису из 2010. године број становника је 34, што је 7 (-17,1%) становника мање него 2000. године.
| Група             | 2000.       | 2010.       |
| Белци             | 41 (100,0%) | 34 (100,0%) |
| Афроамериканци    | 0 (0,0%)    | 0 (0,0%)    |
| Азијати           | 0 (0,0%)    | 0 (0,0%)    |
| Хиспаноамериканци | 0 (0,0%)    | 0 (0,0%)    |
| Укупно            | 41          | 34          |